# Хуан Карлос Копес
Хуан Карлос Копес (на испански: Juan Carlos Copes) е аржентински хореограф и танцьор.

## Биография
Роден е в Буенос Айрес през 1931 г. Има значителен принос за развитието и международното популяризиране на тангото през 1960-те и 1970-те години.